# Chrysolina aurichalcea
Chrysolina aurichalcea é uma espécie de artrópode pertencente à família Chrysomelidae.